# Peryskop odwracalny

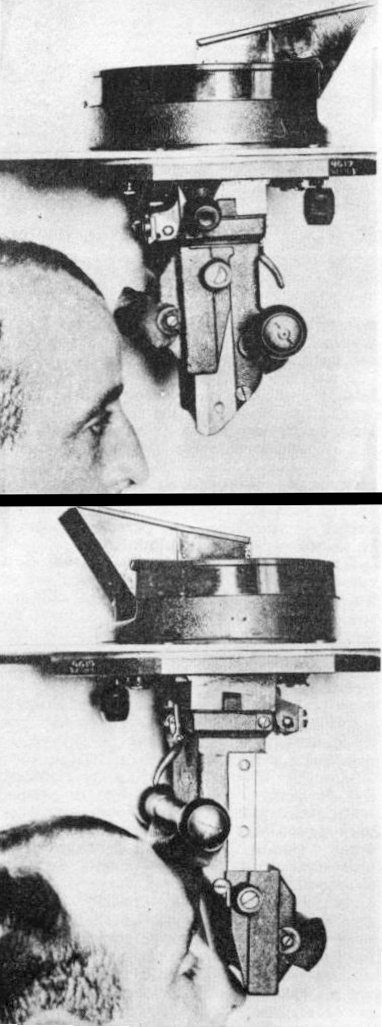
Peryskop odwracalny

Peryskop odwracalny – opracowany przez polskiego inżyniera Rudolfa Gundlacha peryskop, umożliwiający obserwację w zakresie 360° bez odwracania głowy czy zmiany pozycji obserwatora. Używany w czołgach, okrętach podwodnych oraz wozach bojowych. W odróżnieniu od ówczesnych peryskopów czołgowych, dzięki dodatkowej przystawce pryzmatycznej umożliwiał on obserwację dookólną (360°) bez odwracania głowy obserwatora.

## Historia
Peryskop odwracalny został opracowany na początku lat 30. XX wieku przez inżyniera Rudolfa Gundlacha z Wojskowego Instytutu Badań Inżynierii. Po próbach i doskonaleniu konstrukcji, został 14 czerwca 1935 roku przyjęty na uzbrojenie Wojska Polskiego pod oznaczeniem: peryskop odwracalny G wz. 34. Peryskop został opatentowany 3 stycznia 1936 roku. Od roku 1936 produkowano go we Lwowie, a po raz pierwszy został zastosowany w polskich tankietkach TKS i czołgach 7TP, a następnie, po sprzedaży patentu firmie Vickers-Armstrong, produkowany jako Tank periscope Mk IV był stosowany w większości czołgów angielskich Crusader, Churchill, Valentine, Cromwell. Dał też początek podobnym rozwiązaniom amerykańskim (peryskop M6 w czołgach M3/M5 Stuart, M4 Sherman i innych). Po skopiowaniu w ZSRR masowo stosowany w radzieckich czołgach włączając T-34 oraz T-70, a także w pojazdach niemieckich używanych przez Wehrmacht.
Po zakończeniu wojny znalazł się w wyposażeniu ludowego Wojska Polskiego jako peryskop obserwacyjny MK-4 i jest do dziś używany w czołgach oraz wozach bojowych.